# Família Filantropeno
Filantropeno (em grego: Φιλανθρωπηνός; forma feminina: em grego: Φιλανθρωπηνή; romaniz.: Filantropena) foi uma família família nobre bizantina que apareceu em meados do século XIII e produziu uma série de generais de alta patente e oficiais até o fim do Império Bizantino. Seu nome deriva do monastério de Cristo Filantropo ("Cristo Amigo do Homem") em Constantinopla. Alguns membros da família usaram o nome composto Ducas Filantropeno e podem, de acordo com Demétrio I. Polemis, constituírem um ramo distinto da família.

## História
O primeiro membro conhecido da família é Aleixo Ducas Filantropeno, primeiro atestado ca. 1255 como um comandante de Ácrida. Ele é geralmente comparado com o distinto almirante de mesmo nome, que subiu para o posto de protoestrator e eventualmente mega-duque. Ele morreu cerca de 1275. Sua filha, Maria, casou-se com Miguel Tarcaniota. Seu segundo filho foi o pincerna Aleixo Filantropeno, um general celebrado por seus sucessos contra os turcos, que levantou-se sem sucesso contra Andrônico II Paleólogo em 1295. Ele foi perdoado na década de 1320 e esteve novamente ativo no campo em 1334. Um Miguel Ducas Filantropeno, epi tes trapezes e tio de Andrônico II, é atestado entre 1286-1304, quando ele foi enviado para defender Magnésia dos turcos. Um número de membros femininos são conhecidos a partir de referências curtas: Teodora Ducena Filantropena casou-se com João Comneno Acropolita, talvez um filho do historiador Jorge Acropolita; Irene Comnena Filantropena Ducena, que morreu em 8 de agosto de 1292; e Irene Comnena Filantropena Ducena, que morreu em 7 de setembro de 1303. Outros são apenas conhecidos por seu sobrenome.
No século XIV, um João Filantropeno, grande drungário da frota, é atestado em uma decisão sinodal de 1324. Jorge Ducas Filantropeno, grande heteriarca e governador de Lemnos, é atestado em 1346. O grande estratopedarca Miguel Filantropeno, um primo de João V Paleólogo, é atestado em 1350. Aleixo Ângelo Filantropeno e Manuel Ângelo Filantropeno são atestados nas décadas de 1380 e 1390. Aleixo reinou na Tessália com o título de césar entre 1382-1389, e foi sucedido por Manuel (também seu filho ou seu irmão), que reinou até a conquista otomana em 1393/1394. Uma filha de Manuel, Ana Filantropena, casou-se com o imperador Manuel III de Trebizonda em 1395.
No século XV, os dois membros mais proeminentes da família são Jorge Ducas Filantropeno, mesazonte de João VIII Paleólogo, e Aleixo Láscaris Filantropeno, grande estratopedarca, governador de Patras em 1445 e um amigo de Basílio Bessarião.